# Emarosa
Emarosa é uma banda de post-hardcore americana de Lexington, Kentucky formada em 2006. Eles lançaram um EP em 2007, intitulado This Is Your Way Out, e pouco tempo depois, a banda foi submetida a uma formação significativa e com uma mudança de gênero, deixando cair a sua influência do heavy metal e inclinando-se em direção ao soul. A banda lançou Relativity, que apresenta o seu mais recente vocalista Jonny Craig e o novo guitarrista Jonas Ladekjaer. O segundo álbum homônimo foi lançado em 29 de junho de 2010 cumprindo sua maior aclamação da crítica até agora.

## História

### Formação eThis Is Your Way Out(2006–2008)
Emarosa começou com o tecladista Jordan Stewart, o baterista Lukas Koszewski e o guitarrista E.R. White tendo a decisão de todos cursar o colégio ou permanecer em sua cidade natal em Lexington, Kentucky, para começar uma nova banda. Stewart afirmou que "ele ajudou a a iniciar a banda em Fevereiro de 2006. A banda começou ainda com os membros cursando o colégio, o que foi dito pelo tecladista Jordan Stewart em Indiestar.tv. Stewart afirma que alguns dos membros estavam tocando na escola antes de "levar a banda a sério", referindo-se a quatro dos membros originais sobre a formação atual (ER White, Will Sowers, Lukas Koszweski, Jordan Stewart). Emarosa inicialmente foi formada como um quinteto de post-hardcore chamada Corsets Are Cages, em 2006, e gravou três músicas durante este tempo (mais notavelmente "Utah, But I’m Taller"), no entanto, quando a banda perdeu dois membros e ganhou dois novos (incluindo outro vocalista, Chris Roetter), foi decidido que era hora de começar de novo com um novo nome: Emarosa. A banda assinou com a StandBy Records para gravar um EP de 7 faixas This Is Your Way Out. Foi lançado em 1 de maio de 2007, ele iria ser lançado pela StandBy Records, mas foi lançado pela Thriving Records, porque a StandBy não tinha distribuição na epóca.
Em novembro de 2007, o vocalista Jonny Craig do Dance Gavin Dance, foi expulso da banda devido a extrema tensão e conflitos pessoais com os outros membros. Depois de deixar o Dance Gavin Dance após o Festival "Saints and Sinners" em Nova Jersey, Jonny Craig imediatamente entrou como vocalista temporiariamente para o A Skylit Drive e excursionou com eles, enquanto o vocalista Jordan Blake estava doente durante a turnê. Tinha passado apenas 2 semanas desde que ele deixou o Dance Gavin Dance, e ele já se juntou ao Emarosa que foi deixado sem um vocalista. Emarosa anunciou oficialmente a adição permanente de Jonny Craig em 19 de novembro de 2007.
Jordan Stewart (tecladista) e Lukas Koszewski (baterista) foram entrevistadas no que se refere aos problemas relacionados com Jonny Craig e as transições: "No começo foi muito intenso nos recemos comentários bastante desagradáveis e mensagens no Myspace, perguntando o que aconteceu com Chris e porque Jonny não estava mais com o Dance Gavin Dance. Às vezes, quando vamos tocar, as crianças vão pensar que é engraçado para fazer comentários sobre a mudança e como eles gostaram da formação antiga. O tempo entre nós percebendo que Chris não estava funcionando e ao tempo que Jonny se juntou foi extremamente curto. Mas mesmo com Chris na banda, já estava decidido que a nossa banda inteira, não iria ter tantos gritos nas nossas músicas. Nós apenas continuamos a escrever da maneira que tinha sido antes de se separando com o Chris."

### Relativity(2008–2009)
Em 26 de janeiro de 2008, Emarosa postou sua primeira música oficial com Jonny Craig intitulada, "Nova Demo" (agora conhecida como "Set It Off Like Napalm"). Duas semanas depois, a demo de "Pretend. Release. The Close." foi colocada no player. Em 3 de maio de 2008, três novas músicas prê-produzidas foram adicionados ao player no MySpace e o nome do álbum, Relativity, foi revelado. O álbum foi lançado em 8 de julho de 2008, e recebeu elogios positivos de críticos e dos fãs.
Em uma entrevista da banda paro o Indiestar, Craig afirmou que "Set It Off Like Napalm" e "Pretend Release the Close" eram "sobre como a vida de [Craig] estava tendo, [sua saída] do Dance Gavin Dance, e o quanto melhor [ele] estava se sentindo sobre estar nesta banda [Emarosa]." Eles foram escritos em uma sessão de treinos e tocada ao vivo dois dias depois. Ele também disse que "mesmo os homens maus amam suas Mães" foi co-cantada por sua mãe. Boyz II Men também foi dito para ser uma das principais influências musicais de Jonny Craig. Craig afirma que a maioria dos instrumentais foram já concluídas antes de se juntar ao Emarosa, em que Jordan Stewart (tecladista) diz que cinco foram concluídas, para ser exato. Jerry Roush, ex-Sky Eats Airplane e Of Mice & Men, faz uma aparição afirmando que ele é o novo screamer do Emarosa mas estava brincando durante a entrevista.
Emarosa vem percorrendo nos últimos 2 anos com bandas como; Fiora, Akissforjersey, Before Their Eyes, e The Wedding. Emarosa fez turnê com A Skylit Drive, Sky Eats Airplane, Breathe Carolina em todo o mês de julho. Eles começaram uma turnê no Canadá com as atrações principais canadenses Dead and Divine para o mês de agosto e tocou com Chiodos em 30 de agosto de 2008, como um evento especial em sua cidade natal de Lexington, Kentucky. Emarosa foi a atração principal da "Turnê Rise Records" em todo o mês de setembro e na primeira semana de outubro, com o apoio de In Fear and Faith e Attack Attack!. Eles realizaram a sua principal atração, "Turnê The Delicious" ao lado de Pierce the Veil e Breathe Carolina. Emarosa visitou o Reino Unido ao lado de You Me At Six e The Spill Canvas de 6 de março até 13 de março de 2009. A Day to Remember anunciou o seu mais recente Turnê (The Sweet Brag) que incluiu Emarosa juntamente com as bandas de metalcore  The Devil Wears Prada e Sky Eats Airplane. A turnê durou entre de 14 de março até 1 de maio de 2009. 19 junho - 1 agosto de 2009, Emarosa liderou a turnê The Artery Foundation Across the Nation apoiado pelas bandas, I See Stars, Our Last Night, In Fear and Faith, Burden of a Day, e Broadway.

### Emarosae saída de Craig (2010–2012)
Emarosa informou os fãs que já tinham começado a gravação de seu novo álbum através de seu canal no YouTube. E em 2 de janeiro de 2010 Emarosa entrou em estúdio para gravar seu segundo álbum com o produtor Brian McTernan que tinha contactado Emarosa anteriormente com planos para gravar seu segundo álbum. Durante a gravação da banda postou atualizações para os fãs do estúdio que pode ser visto em seu blog no Tumblr.
O álbum foi lançado em 29 de junho de 2010 pela Rise Records e recebeu uma boa quantidade de elogios. Em uma entrevista com o Punktastic, a banda falou sobre o som geral do álbum. "Lembro-me de, durante o processo de gravação, ER e eu conversamos muito sobre querer fazer um som mais folk/indie para o próximo disco. Shrednews disse "Emarosa levou este álbum para um nível superior, com riffs de guitarra mais complexos e animados, e batendo batidas de tambor que você vai balançar a cabeça, mesmo sem perceber".
Craig afirmou que a banda estaria viajando para Portland depois de sua turnê solo para gravar um lado B do álbum auto-intitulado. Ele também afirmou que uma versão de "The Game Played Right" com a participação especial de Modsun seria lançado.
Enquanto em turnê, a banda é conhecida a ocasionalmente tocar "Casablanca", com um vocalista convidado. Até agora Cody Anderson (ex-In Fear and Faith), Chris Roetter (do Like Moths to Flames, e anteriormente do Emarosa e Agraceful, que escreveu a música), Austin Carlile, Jon Mess (do Dance Gavin Dance), Kyle Tamosaitis (anteriormente do Burden of a Day), Chris Moore, e Jerry Roush realizarão esta música ao lado da banda.
Durante o verão de 2010 Jonny Craig e Jon Mess voltarão para o Dance Gavin Dance (da qual eram membros originais). Embora Craig não tinha anunciado seus planos para o seu relacionamento com Emarosa, ele está se concentrando em seu trabalho com o Dance Gavin Dance cujo novo álbum Downtown Battle Mountain II foi lançado 8 de março de 2011. Na ausência de Craig Emarosa pegou ex-vocalista do Tides of Man para as turnês, Tilian Pearson. Em 27 fevereiro de 2011 a Alternative Press deu a notícia de que Craig tinha se transformado em desintoxicação, decorrentes de denúncias de fraudes do Twitter e de um dependência de longa data.
Em 11 de abril de 2011, Alternative Press anunciou que Craig tinha sido expulso de Emarosa. A banda afirmou que "a partir de hoje, Jonny Craig não é mais um membro da Emarosa. Esta decisão tem sido um difícil de fazer, mas nós sentimos que é do melhor interesse para a banda seguir em frente." O vocalista do Tides of Man, Tilian Pearson entrou no lugar de Craig para várias datas das turnês de 2011. De acordo com uma entrevista a Alternative Press com a banda, o vocalista ideal nunca seria como Craig. "Nós não estamos procurando Jonny Craig 2.0. Nós só queremos encontrar alguém que possa trazer algo único para a banda", afirma Stewart.

### Futuros planos (2012–atualmente)
A banda ainda não divulgou qualquer informação sobre quem irá substituir o ex-vocalista Jonny Craig. Ouve rumores que o ex-vocalista do Tides of Man, Tilian Pearson se juntou à banda como vocalista, mas foi mais tarde foi afirmado por Tillian que era mentira.  Em 6 de abril, a banda postou que eles ainda estão procurando por um novo vocalista. O baixista Will Sowers afirmou que a banda vai lançar um novo álbum no verão de 2012, embora nenhum novo material foi lançado em setembro de 2012, nem houve qualquer palavra de um novo vocalista.

## Integrantes
| Atuais - Bradley Walden - vocal (2013-presente) - ER White - guitarra principal (2006-presente) - Matthew Marcellus - guitarra base (2014-presente) - Robert Joffred - baixo (2018-presente, integrante de turnê: 2016-2018) Integrante de turnê - Justin Nace - bateria (2019-presente) | Ex-Integrantes - Chris Roetter - vocal (2007, agora no Like Moths to Flames) - Madison Stolzer - guitarra base (2006–2007, membro final do Rosaline) - Mike Bryant - guitarra base (2006) - Chris Roberts - vocal (2006) - Jonny Craig - vocal (2007-2011, agora em carreira solo) - Lukas Koszewski - bateria (2006-2014) - Jonas Ladekjaer - guitarra base (2007-2014) - Will Sowers - baixo (2006-2016) - Jordan Stewart - teclados (2006-2018) Ex-Integrantes de turnê - Tilian Pearson - vocal (2011) - Branden Morgan - bateria (2014-2015) - Connor Dennis - bateria (2015-2016) - Brent Caltagirone - bateria (2016-2017) - Kyle Adams - bateria (2017-2019) |

## Discografia
Álbuns de estúdio
| Ano  | Titúlo     | Gravadora | Posição | Posição  | Posição |
| Ano  | Titúlo     | Gravadora | Top 200 | US Indie | US Heat |
| ---- | ---------- | --------- | ------- | -------- | ------- |
| 2008 | Relativity | Rise      | 191     | 33       | 15      |
| 2010 | Emarosa    | Rise      | 69      | 9        | -       |
| 2014 | Versus     | Rise      | 61      | 15       | -       |
| 2016 | 131        | Hopeless  | 132     | 7        | -       |

EP
- This Is Your Way Out (2007, StandBy/Rise)

Demo
- Corsets Are Cages (2006, auto-lançado)